# Pudella
Pudella és un gènere de mamífers artiodàctils de la família dels cèrvids. Conté dues espècies: el pudu septentrional (P. mephistophiles), que viu a Colòmbia, l'Equador i l'extrem septentrional del Perú, i el pudu de Carla (P. carlae), que és endèmic del Perú. Descrit originalment per Oldfield Thomas el 1913, durant molt de temps fou considerat sinònim del gènere Pudu. Tanmateix, el 2023 fou revalidat com a gènere a part en un estudi basat en dades morfològiques i genètiques.